# سرگنجشکی (سرده)
سرگنجشکی (نام علمی: Euclidium) نام یک سردهٔ  کوچک از تیرهٔ شب‌بویان است، که دو گونه دارد. این‌ها گیاهان یک‌ساله‌ و بومی اوراسیا هستند و گل‌های سفید می‌دهند.